# Pachycondyla aenigmatica
Pachycondyla aenigmatica är en myrart som först beskrevs av Arnold 1949.  Pachycondyla aenigmatica ingår i släktet Pachycondyla och familjen myror. Inga underarter finns listade i Catalogue of Life.